# Pedro Petrone

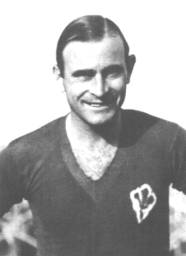
Pedro Petrone im Jahr 1931

Pedro Petrone Schiavone (* 11. Juni 1905 in Montevideo; † 13. Dezember 1964 ebenda) war ein uruguayischer Fußballspieler, er spielte auf der Position eines Stürmers. Er war einer der erfolgreichsten und treffsichersten Stürmer der 1920er- und 1930er-Jahre.

## Verein
Der im Barrio La Comercial geborene Pedro Petrone begann seine Karriere im Alter von 16 Jahren bei Solferino Montevideo. Dort agierte er zunächst als Torwart. Aufgrund seiner enormen Schusskraft wechselte er jedoch bald auf dem Spielfeld in die Position des Stürmers. Sodann wechselte er zum Charley Club, wo er 1923 mit seinen Toren entscheidend zum Klassenverbleib beitrug. Er debütierte dabei in der im Parque Central ausgetragenen Begegnung gegen Lito, die seine Mannschaft dank vier Petrone-Tore mit 4:0 gewann. Im Jahre 1924 wechselte er nach den Olympischen Spielen jenes Jahres zu Nacional Montevideo, dort blieb er bis ins Jahre 1931. Mit den Bolsos stellte der sich insbesondere auch durch seine Schnelligkeit auszeichnende Petrone, der die 100 Meter in elf Sekunden zu laufen in der Lage war, 1925 den Sieg in der Meisterschaft des Jahres 1924 sicher. Im Anschluss nahm er mit Nacional an der großen Europa-Tournee teil, bei der er bis zu einer im Spiel gegen Barcelona erlittenen Meniskusverletzung am linken Knie mit 15 Treffern nicht nur erfolgreichster Torschütze, sondern auch überragender Spieler war. Nachdem er in seinem Heimatland am Knie operiert wurde und anschließend auf die Fußballbühne zurückkehrte, weilte er mit den Bolsos auch bei der zweiten großen Tournee des Jahres 1927 durch die USA, Kuba und Mittelamerika bei der Mannschaft. Während seiner Zeit bei Nacional bekam er den Übernamen „L’artillero“. Anschließend ging er vorübergehend für sechs Monate zu Peñarol Montevideo, war jedoch aufgrund des bestehenden Reglements in Pflichtspielen bis 1932 nicht spielberechtigt. Dennoch sind für ihn fünf Partien für die Aurinegros verzeichnet, bei denen er insgesamt sieben Tore erzielte, darunter die Begegnung gegen Defensor am 11. Juli 1931 und auch zwei internationale Spiele gegen die ungarischen Mannschaften UjPest und Ferencvaros. Zu einem nachfolgenden offiziellen Engagement kam es jedoch nicht, da der Perucho genannte Petrone, einem Angebot der Fiorentina folgend, am 22. Juli 1931 die Duilio mit Ziel Italien bestieg.
Beim AC Florenz war er der erste „echte“ Ausländer im Trikot der Viola. Die Florentiner bezahlten 30.000 Lire an Nacional, um Petrone zu verpflichten, der in der Folge monatlich 2.000 Lire verdiente. Der inzwischen 26-jährige Petrone hatte mittlerweile seine Schnelligkeit eingebüßt, überzeugte aber immer noch aufgrund seines starken Schusses und seiner Spielintelligenz. In seiner ersten Saison erzielte er in 27 Spielen 25 Tore und gewann damit zusammen mit Angelo Schiavio von der AGC Bologna die Torjägerkrone der Serie A. Er war damit der erste Uruguayer, dem dies in Italiens höchster Spielklasse gelang. In der Zwischenzeit wurde er in der Folge Pietro genannt, dies aufgrund der faschistischen Normen, die ausländische Namen verbot. Der Trainer Hermann Felsner ließ Petrone in seiner zweiten Spielzeit in Florenz nicht mehr wie gewohnt als Mittelstürmer, sondern etwas zurückversetzt als rechten Flügelstürmer auflaufen. Dies führte zu großen Unstimmigkeiten zwischen dem Spieler und seinem Trainer. Die Vereinsführung stärkte die Position des Trainers und bestrafte Petrone mit einer Buße von 2.000 Lire, was dazu führte, dass Petrone in der Nacht des 24. März 1933 Florenz fluchtartig in Richtung Uruguay verließ. Kurz zuvor war es zu einem heftigen Wettbewerb zwischen dem FC Bologna und AS Rom gekommen, die beide Petrone vom AC Florenz abwerben wollten, was Florenz zu einer „beträchtlichen Gagenerhöhung“ veranlasste.
In Uruguay angekommen, absolvierte Petrone eine weitere Spielzeit für Nacional, wobei er 1933 30 Treffer erzielte und ein weiteres Mal den Landesmeistertitel gewann.
Bei seiner Rückkehr nach Uruguay hatte Petrone die dortige Staatsbürgerschaft wieder angenommen. Da er seinen Vertrag mit Nacional gebrochen hatte, ließ der Verein sein Vermögen in Montevideo beschlagnahmen. Im Frühjahr 1934 wollte er wieder zu Fiorentina zurückkehren, allerdings wurde ihm keine Spielgenehmigung erteilt. Aufgrund dieser Vorfälle wurde Petrone von der FIFA bis zum 30. September 1934 gesperrt. Daraufhin gab Petrone im November 1934 seine Absicht zur Rückkehr nach Italien auf und unterschrieb erneut einen Vertrag bei Nacional. Wenig später hatte er sich „endgültig vom Fußball zurückgezogen, um sich ganz seinem Rennstall zu widmen“.
Insgesamt absolvierte Pedro Petrone für die Bolsos 128 Spiele, in denen er 146 Tore erzielte.

### Sonstiges
- Am Beginn seine Karriere spielte Petrone bei Solforino Montevideo auf der Position eines Torhüters, ehe er als Ersatz für einen verletzten Stürmer einspringen musste und dabei so überzeugte, dass er in der Folge nicht wieder ins Tor zurückkehrte.
- Während eines Trainings in Florenz, trat Petrone so stark gegen den Ball, dass dieser das Sicherheitsnetz durchbrechen und ein Fenster einer nahegelegenen Villa zerschlagen konnte.
- 1932 erzielte Petrone während eines Freundschaftsspiels für die Fiorentina elf Treffer.
- Trotz seines fluchtartigen Abschieds behielt Petrone seine Zeit in Florenz zeitlebens in guter Erinnerung, so dass er seinen Rennpferdestall in Montevideo nach der Florentiner Mannschaft Fiorentina benannte.

### Vereinsstationen
- Solforino Montevideo
- Charley Club
- Nacional Montevideo Primera División 1924–31 und 1933–34, 128 Spiele – 146 Tore
- AC Florenz Serie A 1931/32, 27 Spiele – 25 Tore[4]
- AC Florenz Serie A 1932/33, 17 Spiele – 12 Tore[4]

### Statistik
- Serie A 44 Spiele – 37 Tore[4]
- Primera División 128 Spiele – 146 Tore[4]
- Total: 172 Spiele – 183 Tore

## Nationalmannschaft
Aufgrund seiner herausragenden Leistungen im Trikot von Nacional Montevideo schaffte Petrone den Sprung ins Nationalteam von Uruguay. Hier konnte er nahtlos an seine Leistungen im Klub anknüpfen, und bei den olympischen Fußballturnieren 1924 und 1928, bei denen die Uruguayer jeweils die Goldmedaille gewannen, gehörte er zu den Leistungsträgern seiner Mannschaft. 1924 war er gar mit sieben erzielten Treffern Torschützenkönig des olympischen Turniers (beim Sieg mit 5:1 gegen Frankreich im Viertelfinale gingen vier Tore auf sein Konto). Diesen Titel sicherte er sich auch jeweils bei den Südamerikameisterschaften der Jahre 1923 und 1924. Auch 1927 nahm er an der Südamerikameisterschaft teil. 1930 war Petrone Mitglied der Mannschaft Uruguays, die die erste Fußball-Weltmeisterschaft im eigenen Land für sich entscheiden konnte. Von seinem Debüt am 4. November 1923 bis zu seinem letzten Einsatz am 18. Juli 1930 absolvierte er laut der RSSSF 29 Länderspiele, in denen er 24 Treffer erzielte. Das Internetportal Tageszeitung La República führte für ihn im Jahre 2011 dagegen im Zeitraum 1923 bis 1930 lediglich 28 Länderspiele bei gleicher Trefferanzahl auf.

## Erfolge
- Gewinner der Fußball-Weltmeisterschaft mit Uruguay 1930
- Gewinner des olympischen Fußballturniers mit Uruguay 1924 und 1928
- Gewinner der Südamerikameisterschaft mit Uruguay 1923 und 1924
- Gewinner der Copa Lipton mit Uruguay 1924, 1927 und 1929
- Gewinner der Copa Newton mit Uruguay 1929 und 1930
- Uruguayischer Meister mit Nacional Montevideo 1924 und 1933
- Torschützenkönig bei den Olympischen Spielen 1924 mit 7 Toren
- Torschützenkönig der Copa América 1923 (3 Tore), 1924 (4 Tore), 1927 (3 Tore)
- Torschützenkönig der italienischen Serie A in der Saison 1931/32 mit 25 Toren
- Torschützenkönig der uruguayischen Primera División (viermal)